# Mine de Peak Hill
La mine de Peak Hill est une mine à ciel ouvert d'or située près de Peak Hill en Nouvelle-Galles du Sud en Australie.